# Baygat
Baygat (in lingua ge'ez በዪገተ, BYGT, Bäygät; ... – III secolo) è stato un sovrano di Aksum.